# رزانه ریکارت
رزانه ریکارت(به انگلیسی: Reichardt's dye) (بتائین ۳۰) یک رزانه آلی متعلق به دسته آزومروسیانین بتائین‌ها است. این رزانه به دلیل خواص تغییر رنگ انحلالی آن از اهمیت بالایی برخوردار است، به این معنی که بسته به حلالی که در آن حل شده تغییر رنگ می‌دهد. این ماده یکی از گسترده‌ترین اثرات تغییر رنگ انحلالی را درمیان ترکیبات شناخته شده کنونی از خود نشان داده‌است. تغییر رنگ این ماده در طیف مرئی نور قرار دارد و به همین جهت می‌تواند مانند یک شناساگر شیمیایی عمل کند.

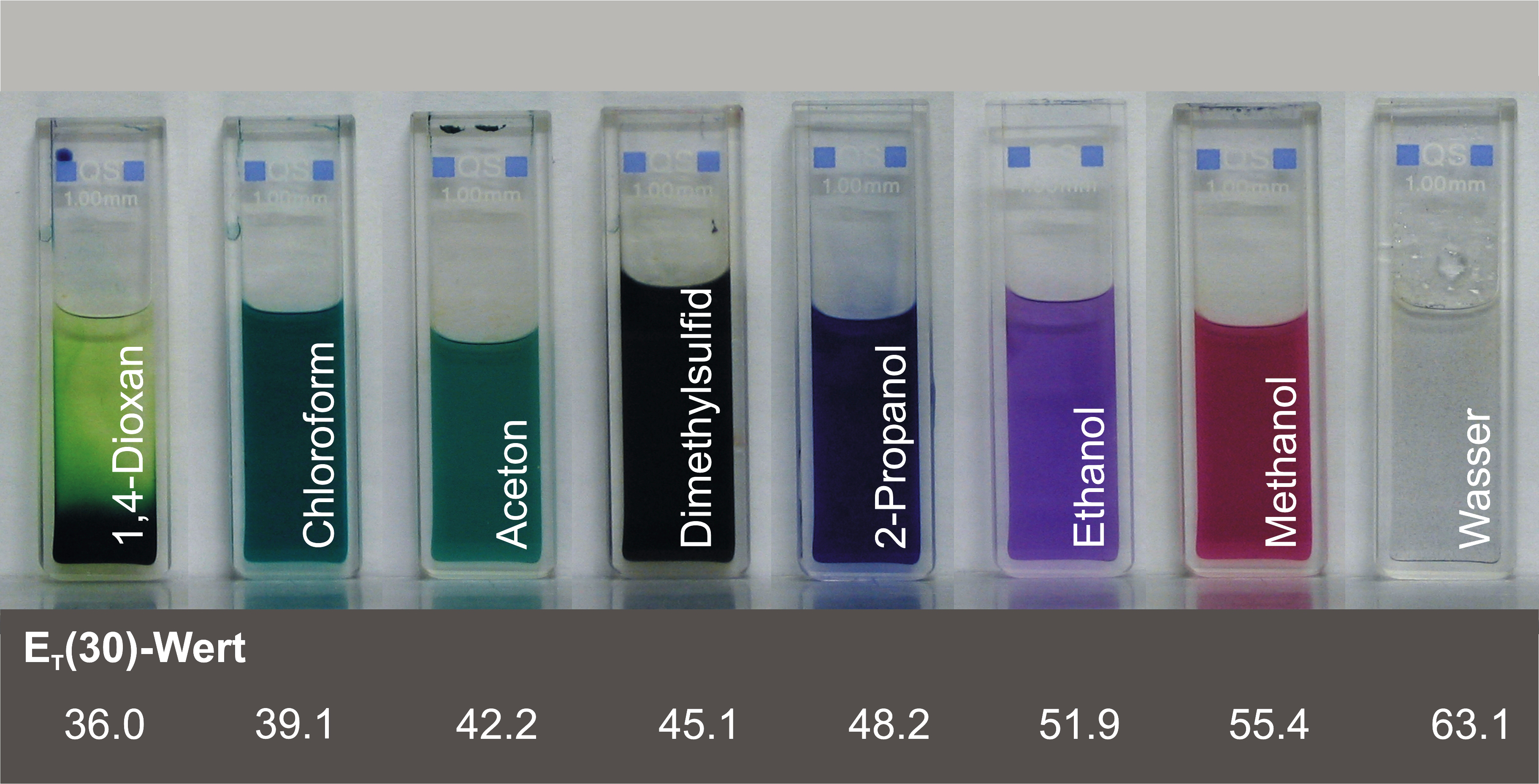
رزانه ریکارت در محلول‌های مختلف به رنگ‌های مختلف دیده می‌شود. محلول‌ها از چپ به راست قطبی‌تر می‌شوند.

## سنتز
روش سنتز رزانه ریکارت: